# Eugenio Bersellini
Eugenio Bersellini (Borgo Val di Taro, 10 giugno 1936 – Prato, 17 settembre 2017) è stato un calciatore, allenatore di calcio e dirigente sportivo italiano, di ruolo centrocampista.
Soprannominato Il sergente di ferro per i suoi duri metodi d'allenamento, ottenne i maggiori successi della sua carriera alla guida dell'Inter, con la quale vinse un campionato italiano (1979-1980) e due Coppe Italia (1977-1978 e 1981-1982). Vinse inoltre un'altra Coppa Italia alla guida della Sampdoria (1984-1985).

## Caratteristiche tecniche

### Allenatore
Si segnalò come cultore di una «inflessibile» etica lavorativa, soprattutto in allenamento, nonché per una «profonda conoscenza» dei suoi giocatori, sul lato umano prim'ancora di quello professionale. Ne derivò un credo calcistico che fece del «pragmatismo» la sua arma migliore, con formazioni dall'atteggiamento «sparagnino» e dal gioco «muscolare e spigoloso»; nel solco di un calcio all'italiana «ruvido dietro e armonioso davanti», e di cui Bersellini, insieme a colleghi come Osvaldo Bagnoli, Ottavio Bianchi e Giovanni Trapattoni, è riconosciuto tra gli ultimi teorici in panchina.
Per i suoi metodi di allenamento particolarmente duri e rigidi veniva soprannominato Il sergente di ferro.

## Carriera

### Allenatore

Bersellini alla guida dell'Inter a cavallo degli anni 70 e 80

Il suo debutto come allenatore risale alla stagione 1968-1969, quando venne chiamato a sedersi sulla panchina del Lecce nelle ultime 9 partite del campionato di Serie C. Dopo altre due annate in Salento, Bersellini passa ad allenare il Como in Serie B. Il debutto in Serie A arriva l'anno successivo con il Cesena, dove rimane dal 1973 al 1975, poi passa alla Sampdoria per il successivo biennio.
Nel 1977 l'allora presidente dell'Inter, Ivanoe Fraizzoli, lo chiama ad allenare la sua squadra: il lustro trascorso a Milano, rimasto il più vittorioso nella carriera del tecnico, gli frutta uno scudetto nella stagione 1979-1980 – passato agli annali in quanto l'ultimo appannaggio di una rosa interamente composta da giocatori italiani, prima della cosiddetta riapertura delle frontiere – e due Coppe Italia nelle edizioni 1977-1978 e 1981-1982.
Dal 1982 al 1984 allena il Torino, in cui si segnala più che altro per la vittoria nella stracittadina del 27 marzo 1983, rimasta nella memoria collettiva del tifo granata poiché l'undici di Bersellini, sotto di due reti a un quarto d'ora dal termine, ribalta il punteggio segnando tre gol in poco più di tre minuti.
Nelle due annate successive è di nuovo alla Sampdoria, con cui vince la Coppa Italia 1984-1985, primo trofeo nella storia del club blucerchiato. Seguono poi altre stagioni sempre in Serie A, con Fiorentina (1986-1987), Avellino (1987-1988) e Ascoli. Torna a Como (1990-1991) in Serie C1, poi siede sulle panchine di Modena (1991-1992), Bologna (1992-1993) e Pisa (dal febbraio al giugno del 1994) in B, e poi ancora in C1 al Saronno dal 1995 al 1997.
Segue poi un trienno in Libia. L'esperienza in Nordafrica inizia nel 1999, quando viene nominato selezionatore della nazionale libica. Nel 2001 è chiamato ad allenare il club dell'Al-Ahly Tripoli; nel 2002, passato nel frattempo sulla panchina dell'Al-Ittihad Tripoli, vince il campionato libico allenando tra gli altri Al-Sa'adi Gheddafi.
Tornato in Italia, nel 2006 gli viene affidato il compito di salvare la Lavagnese, nei bassifondi della Serie D. Sotto la sua guida la squadra si risolleva in classifica e ottiene la salvezza dopo i vittoriosi play-out contro la Narnese. Il suo ultimo incarico fu quello di direttore sportivo del Sestri Levante nella stagione 2006-2007, squadra ligure di D.
Conta 490 panchine nella Serie A italiana (148 vittorie, 197 pareggi e 145 sconfitte).
Muore a Prato il 17 settembre 2017, lasciando la moglie e due figlie.

## Statistiche

### Statistiche da allenatore

#### Club
In grassetto le competizioni vinte.
| Stagione            | Squadra            | Campionato       | Campionato | Campionato | Campionato | Campionato | Coppe nazionali | Coppe nazionali | Coppe nazionali | Coppe nazionali | Coppe nazionali | Coppe continentali | Coppe continentali | Coppe continentali | Coppe continentali | Coppe continentali | Altre coppe | Altre coppe | Altre coppe | Altre coppe | Altre coppe | Totale | Totale | Totale | Totale | % Vittorie |
| Stagione            | Squadra            | Comp             | G          | V          | N          | P          | Comp            | G               | V               | N               | P               | Comp               | G                  | V                  | N                  | P                  | Comp        | G           | V           | N           | P           | G      | V      | N      | P      | %          |
| ------------------- | ------------------ | ---------------- | ---------- | ---------- | ---------- | ---------- | --------------- | --------------- | --------------- | --------------- | --------------- | ------------------ | ------------------ | ------------------ | ------------------ | ------------------ | ----------- | ----------- | ----------- | ----------- | ----------- | ------ | ------ | ------ | ------ | ---------- |
| 1968-1969           | Lecce              | C                | 9          | 1          | 3          | 5          | -               | -               | -               | -               | -               | -                  | -                  | -                  | -                  | -                  | -           | -           | -           | -           | -           | 9      | 1      | 3      | 5      | 11,11      |
| 1969-1970           | Lecce              | C                | 38         | 16         | 10         | 12         | -               | -               | -               | -               | -               | -                  | -                  | -                  | -                  | -                  | -           | -           | -           | -           | -           | 38     | 16     | 10     | 12     | 42,11      |
| 1970-1971           | Lecce              | C                | 38         | 16         | 14         | 8          | -               | -               | -               | -               | -               | -                  | -                  | -                  | -                  | -                  | -           | -           | -           | -           | -           | 38     | 16     | 14     | 8      | 42,11      |
| Totale Lecce        | Totale Lecce       | Totale Lecce     | 85         | 33         | 27         | 25         |                 | -               | -               | -               | -               |                    | -                  | -                  | -                  | -                  |             | -           | -           | -           | -           | 85     | 33     | 27     | 25     | 38,82      |
| 1971-1972           | Como               | B                | 38         | 14         | 18         | 6          | CI              | 4               | 2               | 1               | 1               | -                  | -                  | -                  | -                  | -                  | -           | -           | -           | -           | -           | 42     | 16     | 19     | 7      | 38,10      |
| 1972-1973           | Como               | B                | 38         | 11         | 14         | 13         | CI              | 4               | 0               | 2               | 2               | -                  | -                  | -                  | -                  | -                  | -           | -           | -           | -           | -           | 42     | 11     | 16     | 15     | 26,19      |
| 1973-1974           | Cesena             | A                | 30         | 6          | 15         | 9          | CI              | 10              | 3               | 5               | 2               | -                  | -                  | -                  | -                  | -                  | -           | -           | -           | -           | -           | 40     | 9      | 20     | 11     | 22,50      |
| 1974-1975           | Cesena             | A                | 30         | 5          | 15         | 10         | CI              | 4               | 1               | 3               | 0               | -                  | -                  | -                  | -                  | -                  | -           | -           | -           | -           | -           | 34     | 6      | 18     | 10     | 17,65      |
| Totale Cesena       | Totale Cesena      | Totale Cesena    | 60         | 11         | 30         | 19         |                 | 14              | 4               | 8               | 2               |                    | -                  | -                  | -                  | -                  |             | -           | -           | -           | -           | 74     | 15     | 38     | 21     | 20,27      |
| 1975-1976           | Sampdoria          | A                | 30         | 8          | 8          | 14         | CI              | 10              | 4               | 2               | 4               | -                  | -                  | -                  | -                  | -                  | -           | -           | -           | -           | -           | 40     | 12     | 10     | 18     | 30,00      |
| 1976-1977           | Sampdoria          | A                | 30         | 6          | 12         | 12         | CI              | 4               | 0               | 0               | 4               | -                  | -                  | -                  | -                  | -                  | -           | -           | -           | -           | -           | 34     | 6      | 12     | 16     | 17,65      |
| 1977-1978           | Inter              | A                | 30         | 13         | 10         | 7          | CI              | 11              | 7               | 4               | 0               | CU                 | 2                  | 0                  | 1                  | 1                  | -           | -           | -           | -           | -           | 43     | 20     | 15     | 8      | 46,51      |
| 1978-1979           | Inter              | A                | 30         | 10         | 16         | 4          | CI              | 2               | 1               | 0               | 1               | CdC                | 6                  | 4                  | 1                  | 1                  | -           | -           | -           | -           | -           | 38     | 15     | 17     | 6      | 39,47      |
| 1979-1980           | Inter              | A                | 30         | 14         | 13         | 3          | CI              | 6               | 4               | 1               | 1               | CU                 | 4                  | 1                  | 1                  | 2                  | -           | -           | -           | -           | -           | 40     | 19     | 15     | 6      | 47,50      |
| 1980-1981           | Inter              | A                | 30         | 14         | 8          | 8          | CI              | 4               | 1               | 2               | 1               | CC                 | 8                  | 4                  | 3                  | 1                  | TdC         | 2           | 1           | 0           | 1           | 44     | 20     | 13     | 11     | 45,45      |
| 1981-1982           | Inter              | A                | 30         | 11         | 13         | 6          | CI              | 10              | 5               | 3               | 2               | CU                 | 4                  | 2                  | 1                  | 1                  | -           | -           | -           | -           | -           | 44     | 18     | 17     | 9      | 40,91      |
| Totale Inter        | Totale Inter       | Totale Inter     | 150        | 62         | 60         | 28         |                 | 33              | 18              | 10              | 5               |                    | 24                 | 11                 | 7                  | 6                  |             | 2           | 1           | 0           | 1           | 209    | 92     | 77     | 40     | 44,02      |
| 1982-1983           | Torino             | A                | 30         | 9          | 12         | 9          | CI              | 11              | 7               | 3               | 1               | -                  | -                  | -                  | -                  | -                  | -           | -           | -           | -           | -           | 41     | 16     | 15     | 10     | 39,02      |
| 1983-1984           | Torino             | A                | 30         | 11         | 11         | 8          | CI              | 11              | 4               | 4               | 3               | -                  | -                  | -                  | -                  | -                  | -           | -           | -           | -           | -           | 41     | 15     | 15     | 11     | 36,59      |
| Totale Torino       | Totale Torino      | Totale Torino    | 60         | 20         | 23         | 17         |                 | 22              | 11              | 7               | 4               |                    | -                  | -                  | -                  | -                  |             | -           | -           | -           | -           | 82     | 31     | 30     | 21     | 37,80      |
| 1984-1985           | Sampdoria          | A                | 30         | 12         | 13         | 5          | CI              | 13              | 9               | 4               | 0               | -                  | -                  | -                  | -                  | -                  | -           | -           | -           | -           | -           | 43     | 21     | 17     | 5      | 48,84      |
| 1985-1986           | Sampdoria          | A                | 30         | 8          | 11         | 11         | CI              | 13              | 7               | 5               | 1               | CdC                | 4                  | 2                  | 1                  | 1                  | -           | -           | -           | -           | -           | 47     | 17     | 17     | 13     | 36,17      |
| Totale Sampdoria    | Totale Sampdoria   | Totale Sampdoria | 120        | 34         | 44         | 42         |                 | 40              | 20              | 11              | 9               |                    | 4                  | 2                  | 1                  | 1                  |             | -           | -           | -           | -           | 164    | 56     | 56     | 52     | 34,15      |
| 1986-1987           | Fiorentina         | A                | 30         | 8          | 10         | 12         | CI              | 5               | 1               | 3               | 1               | CU                 | 2                  | 1                  | 0                  | 1                  | -           | -           | -           | -           | -           | 37     | 10     | 13     | 14     | 27,03      |
| 1987-1988           | Avellino           | A                | 25         | 4          | 13         | 8          | CI              | 4               | 1               | 2               | 1               | -                  | -                  | -                  | -                  | -                  | -           | -           | -           | -           | -           | 29     | 5      | 15     | 9      | 17,24      |
| 1988-1989           | Ascoli             | A                | 24         | 7          | 9          | 8          | CI              | 2               | 1               | 0               | 1               | -                  | -                  | -                  | -                  | -                  | -           | -           | -           | -           | -           | 26     | 8      | 9      | 9      | 30,77      |
| 1989-1990           | Ascoli             | A                | 21         | 2          | 8          | 11         | CI              | 3               | 1               | 1               | 1               | -                  | -                  | -                  | -                  | -                  | -           | -           | -           | -           | -           | 24     | 3      | 9      | 12     | 12,50      |
| Totale Ascoli       | Totale Ascoli      | Totale Ascoli    | 45         | 9          | 17         | 19         |                 | 5               | 2               | 1               | 2               |                    | -                  | -                  | -                  | -                  |             | -           | -           | -           | -           | 50     | 11     | 18     | 21     | 22,00      |
| 1990-1991           | Como               | C1               | 34+1       | 15         | 14         | 5+1        | CI+CI-C         | 2+6             | 1+2             | 0+3             | 1+1             | -                  | -                  | -                  | -                  | -                  | -           | -           | -           | -           | -           | 43     | 18     | 17     | 8      | 41,86      |
| Totale Como         | Totale Como        | Totale Como      | 110+1      | 40         | 46         | 24+1       |                 | 16              | 5               | 6               | 5               |                    | -                  | -                  | -                  | -                  |             | -           | -           | -           | -           | 117    | 45     | 52     | 30     | 38,46      |
| 1991-1992           | Modena             | B                | 19         | 6          | 4          | 9          | CI              | 4               | 1               | 1               | 2               | -                  | -                  | -                  | -                  | -                  | -           | -           | -           | -           | -           | 23     | 7      | 5      | 11     | 30,43      |
| 1992-1993           | Bologna            | B                | 23         | 7          | 5          | 11         | CI              | 1               | 0               | 0               | 1               | -                  | -                  | -                  | -                  | -                  | -           | -           | -           | -           | -           | 24     | 7      | 5      | 12     | 29,17      |
| feb.-giu. 1994      | Pisa               | B                | 16+1       | 5          | 6+1        | 5          | -               | -               | -               | -               | -               | -                  | -                  | -                  | -                  | -                  | -           | -           | -           | -           | -           | 17     | 5      | 7      | 5      | 29,41      |
| dic. 1995-1996      | Saronno            | C1               | 21         | 6          | 8          | 7          | -               | -               | -               | -               | -               | -                  | -                  | -                  | -                  | -                  | -           | -           | -           | -           | -           | 21     | 6      | 8      | 7      | 28,57      |
| 2001                | Al-Ahly Tripoli    | LBL              | ?          | ?          | ?          | ?          | -               | -               | -               | -               | -               | -                  | -                  | -                  | -                  | -                  | -           | -           | -           | -           | -           | 0      | 0      | 0      | 0      | —          |
| ott. 2001-gen. 2002 | Al-Ittihad Tripoli | LBL              | 7          | 5          | 1          | 1          | -               | -               | -               | -               | -               | -                  | -                  | -                  | -                  | -                  | -           | -           | -           | -           | -           | 7      | 5      | 1      | 1      | 71,43      |
| mar.-mag. 2006      | Lavagnese          | D                | 5+2        | 2+1        | 1          | 2+1        | -               | -               | -               | -               | -               | -                  | -                  | -                  | -                  | -                  | -           | -           | -           | -           | -           | 7      | 3      | 1      | 3      | 42,86      |
| Totale carriera     | Totale carriera    | Totale carriera  | 780+       | 253+       | 296+       | 231+       |                 | 144             | 63              | 49              | 32              |                    | 30                 | 14                 | 8                  | 8                  |             | 2           | 1           | 0           | 1           | 956    | 331    | 353    | 272    | 34,62      |

## Palmarès

### Allenatore

#### Club
- Coppa Italia: 3

Inter: 1977-1978, 1981-1982
Sampdoria: 1984-1985
- Campionato italiano: 1

Inter: 1979-1980
- Campionato libico: 1

Al-Ittihad Tripoli: 2001-2002